# Panthera tigris jacksoni
El tigre malayo o tigre de Malasia (Panthera tigris jacksoni), es una subespecie de tigre que sólo se encuentra en algunas áreas de la península de Malaca, en Malasia y Tailandia. Hasta 2004 se consideró que estas poblaciones pertenecían a la subespecie indochina Panthera tigris corbetti, pero un estudio realizado por científicos del Instituto Nacional del Cáncer de Estados Unidos, dirigidos por el investigador Stephen J. O'Brien, demostró que, pese al fuerte parecido anatómico entre ambos animales, los tigres de Malaca tenían la suficiente diferenciación genética como para considerarse una subespecie por derecho propio. El aislamiento reproductivo entre ambas poblaciones sería, no obstante, muy reciente, e incluso podría estar influido por la actividad humana en el estrecho istmo de Kra. Se estima que existen unos 500 tigres malayos en libertad, cifra que lo convierte en un animal en peligro de extinción.
El nombre de Panthera tigris jacksoni, acuñado por investigadores del INC en honor del histórico conservacionista y estudioso de los tigres Peter Jackson, no está exento de polémica. Las autoridades e instituciones malayas se sintieron descontentas por la aplicación de un nombre personal, pues habían preferido el nombre de Panthera tigris malayensis en honor a su zona de origen. El tigre es un símbolo en Malasia, donde forma parte de su escudo de armas.
En 2017 un equipo de investigadores pertenecientes a la UICN publicaron una nueva clasificación taxonómica de la familia felidae en la que solo reconocían a dos subespecies de tigres a saber: El tigre de Asia continental (Panthera tigris tigris) el cual agrupa al tigre de bengala, siberiano, de indochina, sur de China, malayo así como los extintos tigres del Caspio y los tigres de la sonda (Panthera tigris sondaica) que agrupa al tigre de Sumatra así como a los ya desaparecidos tigres de Java y Bali, esta evaluación se basa en una extensa revisión de publicaciones recientes sobre la morfología del tigre y su filogeografía.